# Diocesi di Saitama
La diocesi di Saitama (in latino: Dioecesis Saitamaensis) è una sede della Chiesa cattolica in Giappone suffraganea dell'arcidiocesi di Tokyo. Nel 2022 contava 119.400 battezzati su 14.025.837 abitanti. È retta dal vescovo Mario Michiaki Yamanouchi, S.D.B.

## Territorio
La diocesi comprende le prefetture di Saitama, Gunma, Ibaraki e Tochigi.
Sede vescovile è la città di Saitama, dove si trova la cattedrale di Santa Teresa del Bambino Gesù.
Il territorio è suddiviso in 59 parrocchie.

## Storia
La prefettura apostolica di Urawa fu eretta il 4 gennaio 1939 con la bolla Quo uberiores di papa Pio XI, ricavandone il territorio dalla diocesi di Yokohama.
Il 16 dicembre 1957 la prefettura apostolica fu elevata a diocesi con la bolla Qui superna Dei di papa Pio XII.
Il 31 marzo 2003 ha assunto il nome attuale.

## Cronotassi dei vescovi
Si omettono i periodi di sede vacante non superiori ai 2 anni o non storicamente accertati.
- Ambroise Leblanc, O.F.M. † (1939 - 1940 dimesso)
  - Sede vacante (1940-1945)
- Paul Sakuzo Uchino † (13 dicembre 1945 - 1957 dimesso)
- Laurentius Satoshi Nagae † (24 dicembre 1957 - 20 dicembre 1979 dimesso)
- Francis Xavier Kaname Shimamoto, Ist. del Prado † (20 dicembre 1979 - 8 febbraio 1990 nominato arcivescovo di Nagasaki)
- Peter Takeo Okada † (15 aprile 1991 - 17 febbraio 2000 nominato arcivescovo di Tokyo)
- Marcellino Taiji Tani (10 maggio 2000 - 27 luglio 2013 dimesso)
  - Sede vacante (2013-2018)[1]
- Mario Michiaki Yamanouchi, S.D.B., dal 2 giugno 2018

## Statistiche
La diocesi nel 2022 su una popolazione di 14.025.837 persone contava 119.400 battezzati, corrispondenti allo 0,9% del totale.
| anno | popolazione | popolazione | popolazione | presbiteri | presbiteri | presbiteri | presbiteri                | diaconi | religiosi | religiosi | parrocchie |
| anno | battezzati  | totale      | %           | numero     | secolari   | regolari   | battezzati per presbitero | diaconi | uomini    | donne     | parrocchie |
| ---- | ----------- | ----------- | ----------- | ---------- | ---------- | ---------- | ------------------------- | ------- | --------- | --------- | ---------- |
| 1950 | 2.807       | 7.221.286   | 0,0         | 17         | 1          | 16         | 165                       |         | 12        | 5         | 12         |
| 1970 | 10.632      | 8.983.110   | 0,1         | 75         | 9          | 66         | 141                       |         | 76        | 147       | 44         |
| 1980 | 12.981      | 11.429.000  | 0,1         | 77         | 13         | 64         | 168                       |         | 79        | 165       | 46         |
| 1990 | 16.761      | 13.048.924  | 0,1         | 68         | 16         | 52         | 246                       |         | 63        | 186       | 59         |
| 1999 | 78.994      | 13.928.489  | 0,6         | 59         | 15         | 44         | 1.338                     | 2       | 53        | 168       | 60         |
| 2000 | 79.129      | 13.974.550  | 0,6         | 61         | 15         | 46         | 1.297                     | 2       | 56        | 176       | 60         |
| 2001 | 87.208      | 14.037.331  | 0,6         | 61         | 13         | 48         | 1.429                     | 1       | 58        | 172       | 60         |
| 2002 | 87.312      | 13.965.767  | 0,6         | 66         | 15         | 51         | 1.322                     | 1       | 59        | 185       | 60         |
| 2003 | 89.913      | 14.045.552  | 0,6         | 68         | 16         | 52         | 1.322                     | 2       | 60        | 176       | 59         |
| 2004 | 90.463      | 14.179.715  | 0,6         | 60         | 17         | 43         | 1.507                     | 3       | 50        | 191       | 57         |
| 2010 | 100.477     | 14.139.486  | 0,7         | 55         | 18         | 37         | 1.826                     | 5       | 41        | 168       | 59         |
| 2014 | 120.873     | 14.126.640  | 0,9         | 58         | 24         | 34         | 2.084                     | 7       | 37        | 279       | 53         |
| 2017 | 120.290     | 14.129.148  | 0,9         | 50         | 24         | 26         | 2.405                     | 6       | 30        | 159       | 59         |
| 2020 | 119.820     | 14.074.691  | 0,9         | 48         | 22         | 26         | 2.496                     | 5       | 29        | 132       | 59         |
| 2022 | 119.400     | 14.025.837  | 0,9         | 47         | 20         | 27         | 2.540                     |         | 29        | 120       | 59         |